# Sven Segervall

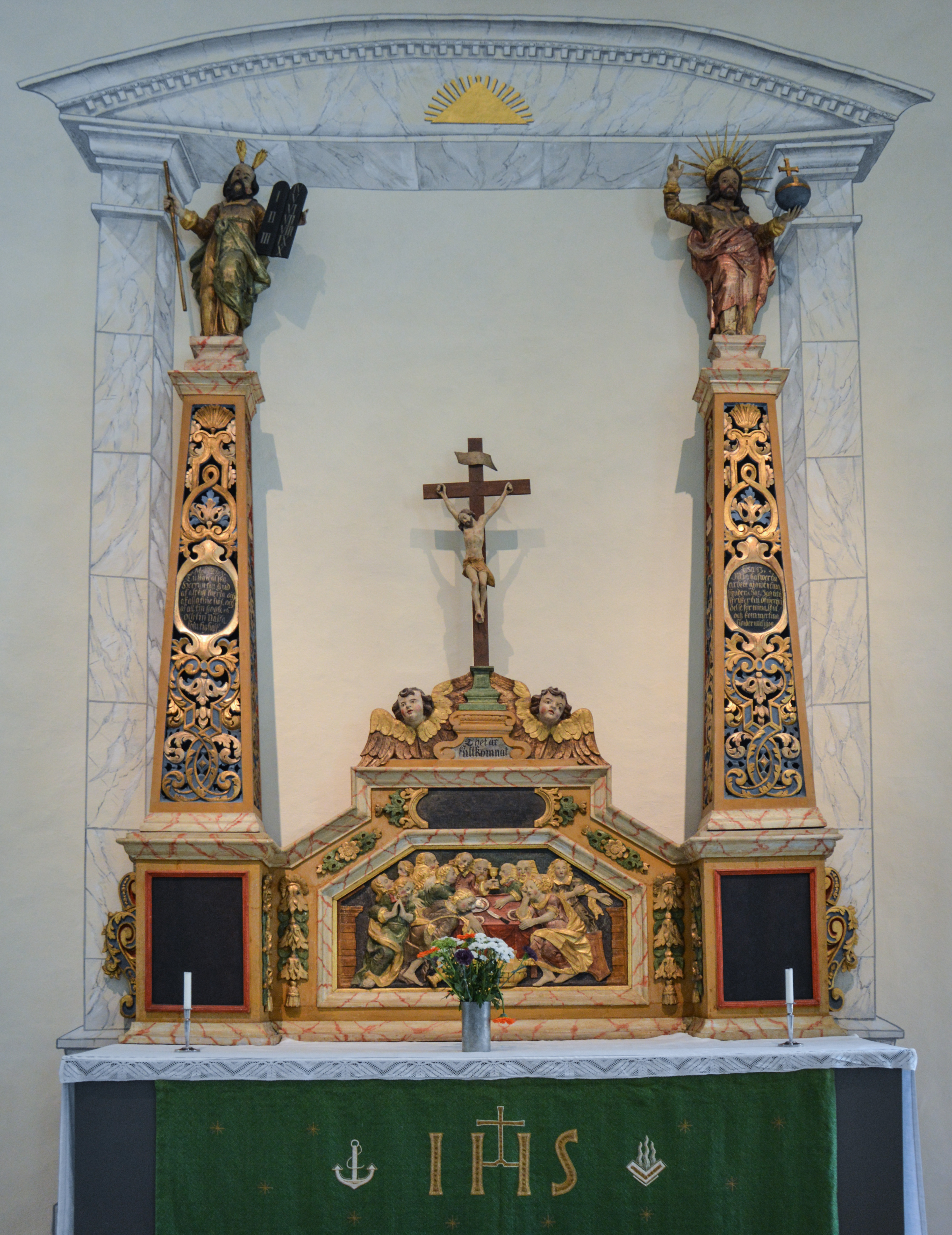
Sven Segervalls altaruppsats i Åseda kyrka

Sven Segervall (Segerwall), född omkring 1677 i Jönköping, död omkring 1760 i Växjö, var en svensk stiftsbildhuggare.

## Biografi
Sven Segervall var äldst av sju syskon och fick sin grundläggande utbildning i träkonst av fadern snickaren Per Nilsson, avliden redan 1690. Segervall var gift första gången med Signe Ljungstedt och andra gången med Catharina Johansdotter Kleen och far till bildhuggaren Peter Segervall. Han fick sin fortsatta utbildning av sin fosterfar, snickaren Johan Wetterberg. När han vid något över 30 års ålder kom till Växjö blev han gesäll hos stiftsbildhuggare Torbern Röding. Han blev mästare i Växjö som Sven Persson 1711 och antog då släktnamnet Segervall. Han var under sin levnad en framstående bildhuggarmästare med titeln stiftsbildhuggare och avlade bured i Växjö 1713. Som bildhuggare levererade han ett stort antal figurprydda och  bemålade altarprydnader till kyrkor i Småland och angränsande landskap. Han tillverkade bland annat en predikstol 1744 till Femsjö kyrka, altaruppsats till Hjortsberga kyrka 1745, en altarprydnad för Lidhults gamla kyrka 1747 som senare flyttades till S:t Olofs kapell i Tylösand. Såväl tekniskt som konstnärligt stod han på en mycket hög nivå och han var betydligt mer modern i sina arbeten än samtida kolleger i södra Sverige. Troligtvis har han studerat hovbildhuggaren Burchardt Prechts arbeten och lånat drag från dessa i sina egna arbeten samt arbeten utförda av Torbern Röding som i sin tur tagit intryck av bilhuggarna Anders Ekeberg och Gustaf Kihlman. Huvudparten av hans arbeten är tillkomma mellan 1738 och 1749. Det tidigast kända arbetet tillkom 1713. I varje fall från 1739 har han haft hjälp av sonen Petrus, som emellertid avled 1751, 28 år gammal.
Följande förteckning över Sven Segervalls arbeten gör inte anspråk på att vara komplett men ger en bild av hans omfattande produktion av kyrkoprydnader. Vissa objekt har han tillverkat, andra har han renoverat, målat eller försett med nya sniderier. För vissa objekt är det troligt, men inte klarlagt, att Sven Segervall är mästare.

## Representerad i följande kyrkobyggnader
- 1713 Jäts nya kyrka
- 1714 Bäckseda kyrka
- 1715 Ramkvilla kyrka
- 1719 Villstads kyrka
- 1724 Åseda kyrka
- 1725 Bolmsö kyrka
- 1726 Femsjö kyrka
- 1728 Malmbäcks kyrka
- 1730 Västra Torsås kyrka
- 1730 Älghults kyrka
- 1731 Pjätteryds kyrka
- 1733 Växjö domkyrka
- 1736 Näshults kyrka
- 1738 Vederslövs gamla kyrka
- 1740 Härlövs kyrka
- 1742 Slätthögs kyrka
- 1743 Agunnaryds kyrka
- 1744 Sandviks kyrka
- 1745 Hjortsberga kyrka, Blekinge
- 1747 Alvesta kyrka
- 1747 Lekeryds kyrka
- 1747 Lidhults gamla kyrka, numera i S:t Olofs kapell, Tylösand
- 1754 Nöttja kyrka
- 1756 Långaryds kyrka